# Мішен (Техас)
Мішен (англ. Mission) — місто (англ. city) в США, в окрузі Ідальго штату Техас. Населення — 85 778 осіб (2020).

## Географія
Мішен розташований за координатами 26°12′9″ пн. ш. 98°19′17″ зх. д. / 26.20250° пн. ш. 98.32139° зх. д. (26.202638, -98.321480). За даними Бюро перепису населення США в 2010 році місто мало площу 88,21 км², з яких 88,04 км² — суходіл та 0,17 км² — водойми.

## Демографія
Згідно з переписом 2010 року, у місті мешкало 77 058 осіб у 23 117 домогосподарствах у складі 19 074 родин. Густота населення становила 874 особи/км². Було 27291 помешкання (309/км²).
Расовий склад населення:
| - 88,6 % — білих - 1,5 % — азіатів - 0,7 % — чорних або афроамериканців - 0,3 % — корінних американців - 7,4 % — осіб інших рас |

До двох чи більше рас належало 1,4 %. Іспаномовні складали 85,4 % від усіх жителів.
За віковим діапазоном населення розподілялося таким чином: 33,5 % — особи молодші 18 років, 55,1 % — особи у віці 18—64 років, 11,4 % — особи у віці 65 років та старші. Медіана віку мешканця становила 30,4 року. На 100 осіб жіночої статі у місті припадало 92,6 чоловіків; на 100 жінок у віці від 18 років та старших — 87,1 чоловіків також старших 18 років.
Середній дохід на одне домашнє господарство становив 58 449 доларів США (медіана — 41 818), а середній дохід на одну сім'ю — 62 760 доларів (медіана — 45 701). Медіана доходів становила 41 535 доларів для чоловіків та 30 172 долари для жінок. За межею бідності перебувало 26,0 % осіб, у тому числі 34,6 % дітей у віці до 18 років та 17,7 % осіб у віці 65 років та старших.
Цивільне працевлаштоване населення становило 29 522 особи. Основні галузі зайнятості: освіта, охорона здоров'я та соціальна допомога — 28,8 %, роздрібна торгівля — 14,2 %, будівництво — 8,7 %, мистецтво, розваги та відпочинок — 8,3 %.